# The Ex-Convict
Pour plus de détails, voir Fiche technique et Distribution.
The Ex-Convict est un film muet américain de Edwin S. Porter sorti en 1904.

## Synopsis
Un ancien condamné, désormais libéré de prison, est déterminée à soutenir sa femme et ses enfants. Mais sans références, et un passé qui peut être utilisé contre lui, il a peu de succès à trouver du travail. Comme il rentre chez lui, il sauve un enfant des beaux quartiers qui va se faire écraser.

## Fiche technique
- Titre original : The Ex-Convict
- Réalisation : Edwin S. Porter
- Production Edison Manufacturing Company
- Pays d'origine : États-Unis
- Format : Noir et blanc
- Genre : Drame
- Durée : 9 minutes
- Date de sortie :
  - États-Unis : Décembre 1904
- Licence : domaine public